# Liste d'élèves de l'École normale supérieure Paris-Saclay
Cette liste recense les élèves de l'École normale supérieure Paris-Saclay dont la notoriété est avérée,.
L'ENS de Paris-Saclay est appelée « École normale de l'enseignement technique » de 1912 à 1932, puis « École normale supérieure de l'enseignement technique » (ENSET) de 1932 à 1985, après avoir brièvement porté le nom d'« École nationale préparatoire » de 1942 à 1945, puis « École normale supérieure de Cachan » de 1985 à 2016.

## Liste
| Promotion | Nom                    | L ou S | Activités principales |
| --------- | ---------------------- | ------ | --- |
| 1960      | Guy-Rachel Grataloup   |        | artiste |
| 1965      | Alain Aspect           |        | physicien, Prix Nobel de physique 2022, membre de l'Académie des sciences, de l'Académie des technologies et de la Académie nationale des sciences américaine |
| 1966      | Jean-Louis Duchet      |        | linguiste |
| 1967      | Pierre Maille          |        | homme politique |
| 1969      | Marc Yor               |        | mathématicien, membre de l'Académie des sciences, de l'Institut et de l'Academia Europaea                                                                     |
| 1971      | Christian Grataloup    |        | géographe |
| 1971      | Jacques Lévy           |        | géographe |
| 1971      | Yvon Pesqueux          |        | économiste |
| 1972      | Marie-Noëlle Lienemann |        | femme politique |
| 1973      | François Euvé          |        | jésuite et journaliste |
| 1974      | Geneviève Berger       |        | médecin et biophysicienne |
| 1975      | Laurent Batsch         |        | universitaire |
| 1975      | Marc Fontecave         |        | chimiste, membre de l'Académie des sciences et de l'Institut                                                                                                  |
| 1976      | Philippe Aghion        |        | économiste |
| 1976      | Pierre Hardy           |        | styliste |
| 1977      | Bernard Charlès        |        | chef d'entreprise |
| 1978      | Dominique Placko       |        | électronicien, médaille Blondel |
| 1981      | Frédéric Teulon        |        | économiste |
| 1982      | Marc Bousseyrol        |        | économiste |
| 1983      | Michel Lallement       |        | sociologue |
| 1989      | Erwan Dianteill        |        | anthropologue |
| 1994      | Nicolas Lhernould      |        | évêque |
| 1995      | Éloïc Peyrache         |        | économiste, directeur délégué d'HEC Paris |
| 1996      | Sarah Gensburger       |        | historienne et sociologue |
| 1998      | Thomas Cazenave        |        | haut fonctionnaire |
| 2002      | Geoffroy de Lagasnerie |        | philosophe et sociologue |
| 2005      | Gabriel Zucman         |        | économiste |